# Strom Thurmond

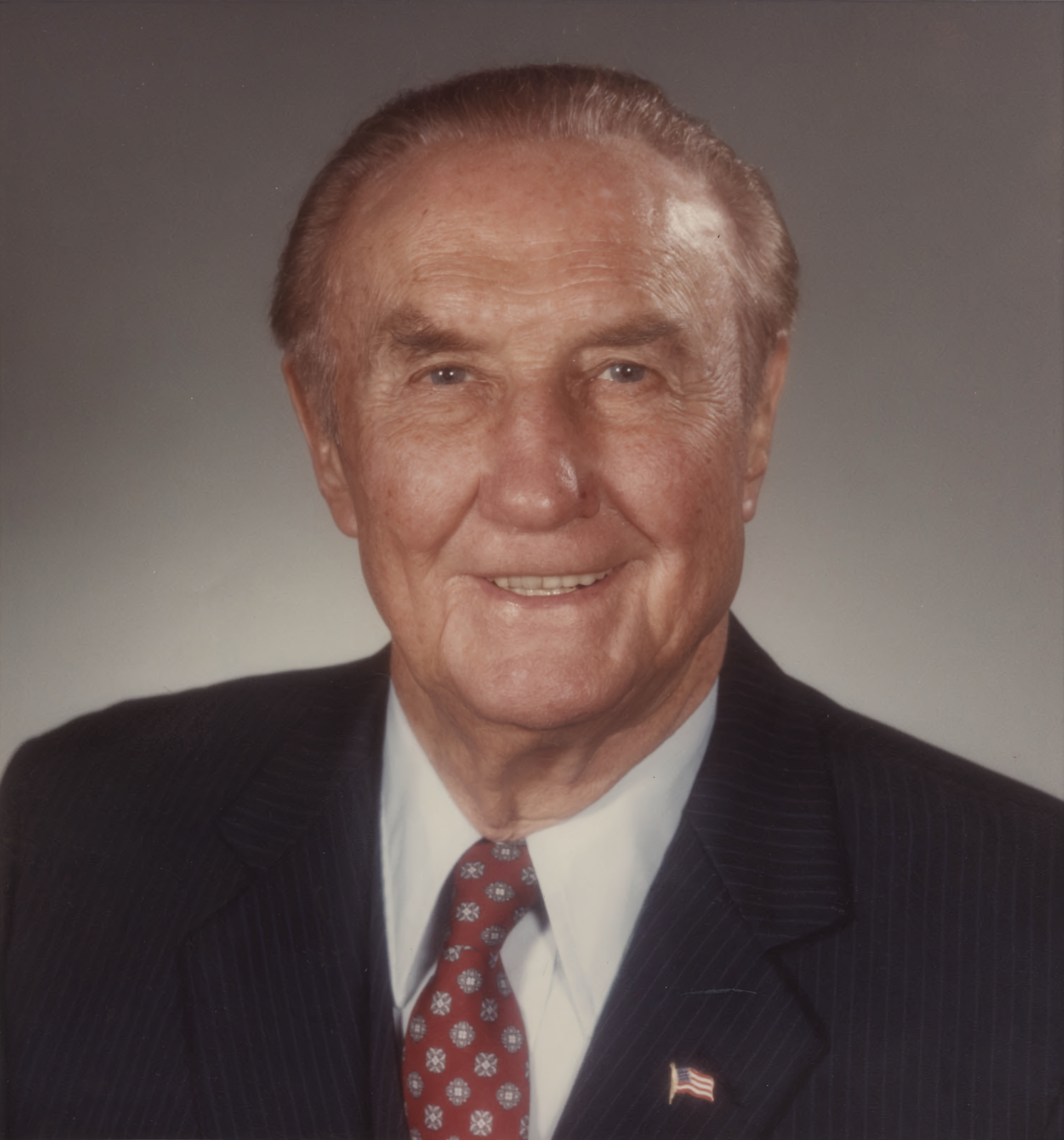
Strom Thurmond (1997)

James Strom Thurmond (* 5. Dezember 1902 in Edgefield, South Carolina; † 26. Juni 2003 ebenda) war ein US-amerikanischer Politiker und von 1947 bis 1951 Gouverneur von South Carolina. Außerdem vertrat er diesen Bundesstaat von 1954 bis Januar 2003 fast durchgängig im US-Senat, aus dem er im Alter von 100 Jahren ausschied. Er gehörte bis 1964 den Demokraten an, wechselte aber aufgrund seiner Ablehnung des Civil Rights Act zu den Republikanern. Bei der Präsidentschaftswahl 1948 trat er für die Dixiecrats als Kandidat an.

## Frühe Jahre
Thurmond besuchte nach der Grundschule bis 1923 das Clemson College. Anschließend arbeitete er sechs Jahre als Lehrer an einer Highschool. Danach war er Schulrat (Superintendent of Education) im Edgefield County. Gleichzeitig absolvierte er ein Jurastudium und wurde im Jahr 1930 als Rechtsanwalt zugelassen. Bis 1938 war er Bezirksstaatsanwalt im Edgefield County. Danach war er bis 1946 als Bezirksrichter tätig. Allerdings unterbrach er diese Tätigkeit, um während des Zweiten Weltkrieges in der US Army zu dienen. Er kämpfte sowohl im Pazifik als auch in Europa und wurde dabei Lieutenant Colonel. Später wurde er in der Army-Reserve Major General.

## Politik

### Ämter in South Carolina
Von 1933 bis 1938 saß Thurmond im Senat von South Carolina. 
Im Jahr 1946 standen Gouverneurswahlen an, wobei von 1926 bis 1980 keine Wiederwahl eines Amtsinhabers gestattet war. Die Demokratische Partei war die dominierende Kraft, und Thurmond konnte sich bei der innerparteilichen Nominierung knapp gegen James McLeod durchsetzen. Die eigentliche Gouverneurswahl am 5. November 1946 gewann er ohne einen Gegenkandidaten; seine Amtszeit währte bis zum Januar 1951. Thurmond hatte mehr Transparenz versprochen und galt als Progressiver in einem Staat, in dem Schwarze nicht wählen durften. Nach dem Lynchmord an Willie Earle sorgte er dafür, dass die Täter vor Gericht kamen, wozu ihm die Bürgerrechtsorganisationen National Association for the Advancement of Colored People (NAACP) und American Civil Liberties Union (ACLU) gratulierten.

### Gouverneur und Präsidentschaftskandidatur
In seiner Amtszeit als Gouverneur wurde das Justizwesen reformiert; dazu gehörte eine Reform des Begnadigungsrechts, des Bewährungssystems und der Haftanstalten. Auch das Gesundheitswesen und das Schulwesen wurden verbessert. Gegen den Willen des konservativen Thurmond wurde von Gerichten festgestellt, dass Afroamerikaner an den Vorwahlen teilnehmen durften. Gleichzeitig wurde eine Klage des Bundes gegen die Segregation an Schulen eingereicht. Ebenfalls während seiner Amtszeit gab es 1947 in South Carolina den letzten Lynchmord. In Columbia wurde das erste Hochhaus in diesem Staat errichtet. Da die Verfassung von South Carolina damals keine direkte Wiederwahl des Gouverneurs zuließ, konnte Thurmond bei der Gouverneurswahl im November 1950 nicht erneut kandidieren. Sein Nachfolger wurde im Januar 1951 der frühere US-Außenminister James F. Byrnes.
Während seiner Zeit als Gouverneur ließ er sich von der States’ Rights Democratic Party, einer konservativen Abspaltung der Demokratischen Partei, für die Präsidentschaftswahl 1948 aufstellen. Als Kandidat einer dritten Partei hatte er aber wenig Chancen, gewählt zu werden, zumal seine rassistischen Einstellungen in weiten Teilen der USA nicht mehrheitsfähig waren. Die Rassentrennung war einer seiner Hauptinhalte im Wahlkampf gewesen. Thurmond kritisierte den amtierenden Präsidenten Harry S. Truman für seine Entscheidung, die Rassentrennung in den US-Streitkräften abschaffen zu wollen. Zusammen mit seinem Running Mate Fielding L. Wright erhielt er am Wahltag, dem 2. November 1948, über 1,1 Millionen Wählerstimmen bundesweit. Dies entsprach einem Stimmenanteil von 2,4 Prozent. Im entscheidenden Electoral College vereinte er 39 Wahlmänner auf sich, die aus den Staaten Mississippi, Alabama, Louisiana und South Carolina stammten sowie einem Wahlmann der Demokraten aus Tennessee, der gegen seine Parteilinie für Thurmond („Faithless Elector“) stimmte. Als Wahlsieger ging der demokratische Amtsinhaber Harry S. Truman hervor.

### Senator für South Carolina

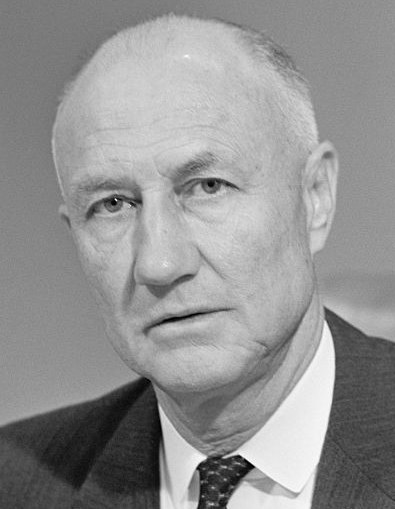
Thurmond im Jahr 1961

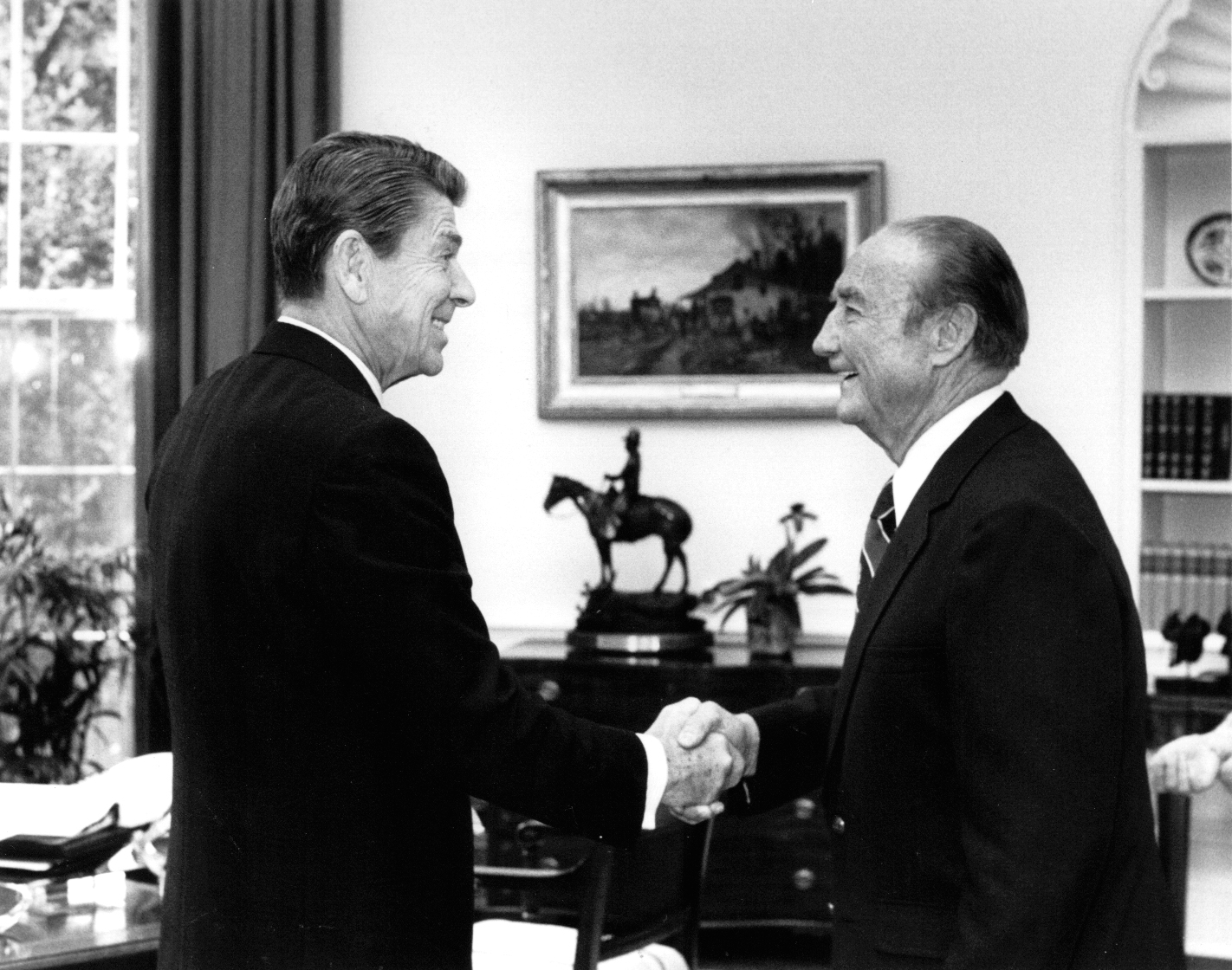
Senator Thurmond (rechts) im Oval Office mit Präsident Reagan

Im Jahr 1950 versuchte Thurmond die innerparteiliche Nominierung der Demokraten für die Wahl eines US-Senators zu gewinnen. Gegner war dabei der Amtsinhaber und Vorgänger als Gouverneur, Olin D. Johnston. Beide Kandidaten lehnten den Demokraten Truman als US-Präsidenten ab. Thurmond unterlag mit 46 % der Stimmen und arbeitete nach dem Ende seiner Amtszeit zunächst als Anwalt.
Die zweite sechsjährige Amtszeit des anderen US-Senators, Burnet R. Maybank, der bis 1941 Gouverneur war, endete 1954. Er verstarb jedoch Anfang September 1954, also zwei Monate vor der Wahl. Die Demokraten hielten keine Vorwahlen zur Ermittlung eines Kandidaten ab, sondern sorgten für die Berufung von Charles E. Daniel zum Senator und stellten parteiintern Edgar A. Brown als Kandidaten für die Senatswahl auf. Dieses „undemokratische“ Vorgehen der Demokraten stieß auf Kritik, sodass Thurmond beschloss, als unabhängiger Kandidat anzutreten. Da er nicht auf dem Stimmzettel stand, mussten ihn Wähler selbst hinzufügen, was dann auch 63 % taten, mit Unterstützung seitens vieler Zeitungen.
Auf Anraten von Gouverneur James F. Byrnes versprach Thurmond zudem, im Falle eines Wahlsieges nicht die üblichen sechs Jahre zu amtieren, sondern schon zwei Jahre später zum nächsten Wahltermin zurückzutreten, um sich regulären Vorwahlen zu stellen. Thurmond trat Anfang April 1956 zurück, wonach Thomas A. Wofford zum Übergangs-Senator ernannt wurde. Thurmond arbeitete wieder als Anwalt und musste keinen Wahlkampf führen, da kein Kandidat gegen ihn antrat. Er gewann daher die Nachwahl zum Senat im November, worauf Wofford ihm umgehend den Senatssitz wieder überließ. Die weitere Amtszeit dauerte nur vier Jahre, sodass er im vorgegebenen Rhythmus verblieb und wie die anderen Klasse-II-Senatoren 1960 zur Wiederwahl stand. Diese war erfolgreich, wie sechs weitere und neun Senatswahlen insgesamt.
Somit war er 1954 erstmals in den US-Senat gewählt worden, zog dort Anfang 1955 ein und blieb, mit der Unterbrechung im Jahr 1956, bis Anfang 2003 Senator, da er 2002 nicht mehr antrat. Im Senat machte Thurmond vor allem durch sehr konservative Ansichten von sich reden und wurde dadurch in den ganzen USA bekannt. So kritisierte er wiederholt Urteile des Obersten Gerichtshofes zur Beendigung der Rassentrennung. 
Am 28. August 1957 hielt Strom Thurmond bei einem Filibuster im Senat die bis dato längste Einzelrede mit einer Gesamtlänge von 24 Stunden und 18 Minuten. Darin wandte er sich gegen das von Dwight D. Eisenhower eingebrachte Bürgerrechtsgesetz. Nach Ausführungen zur Sache zitierte er unter anderem die Unabhängigkeitserklärung der Vereinigten Staaten, die Bill of Rights und die Wahlgesetze sämtlicher Bundesstaaten. Auch über Kuchenrezepte seiner Großmutter referierte er im Rahmen dieser Rede. Thurmond hatte seinen Filibuster angekündigt und vorbereitet. So war er zuvor in einer Sauna gewesen, und im Nebenraum stand ein Mitarbeiter mit einem Eimer bereit, sodass der Senator seine Notdurft hätte verrichten können, während er immer noch mit einem Bein im Senat anwesend war. Auch die Senatskollegen hatten sich auf die lange Rede eingestellt und Decken mitgebracht. Insgesamt dauerten die Beratungen für das Gesetz 57 Tage, in denen der Senat keine anderen Beschlüsse fassen konnte. Obwohl Thurmonds Einsatz letzten Endes vergebens war, da schon kurz nach seiner Rede das Gesetz verabschiedet wurde, bejubelten seine Anhänger ihn dafür. Der Rekord der längsten Einzelrede wurde am 1. April 2025 durch den demokratischen Senator Cory Booker gebrochen.
1964 wechselte er von der Demokratischen Partei, die unter Präsident Lyndon B. Johnson allmählich auf die Seite der Bürgerrechtsbewegung umschwenkte, zu den Republikanern. Auch in sonstigen gesellschaftlichen Fragen, insbesondere der Frauen- und Familienpolitik, galt er als streng konservativ.

## Letzte Monate und Tod

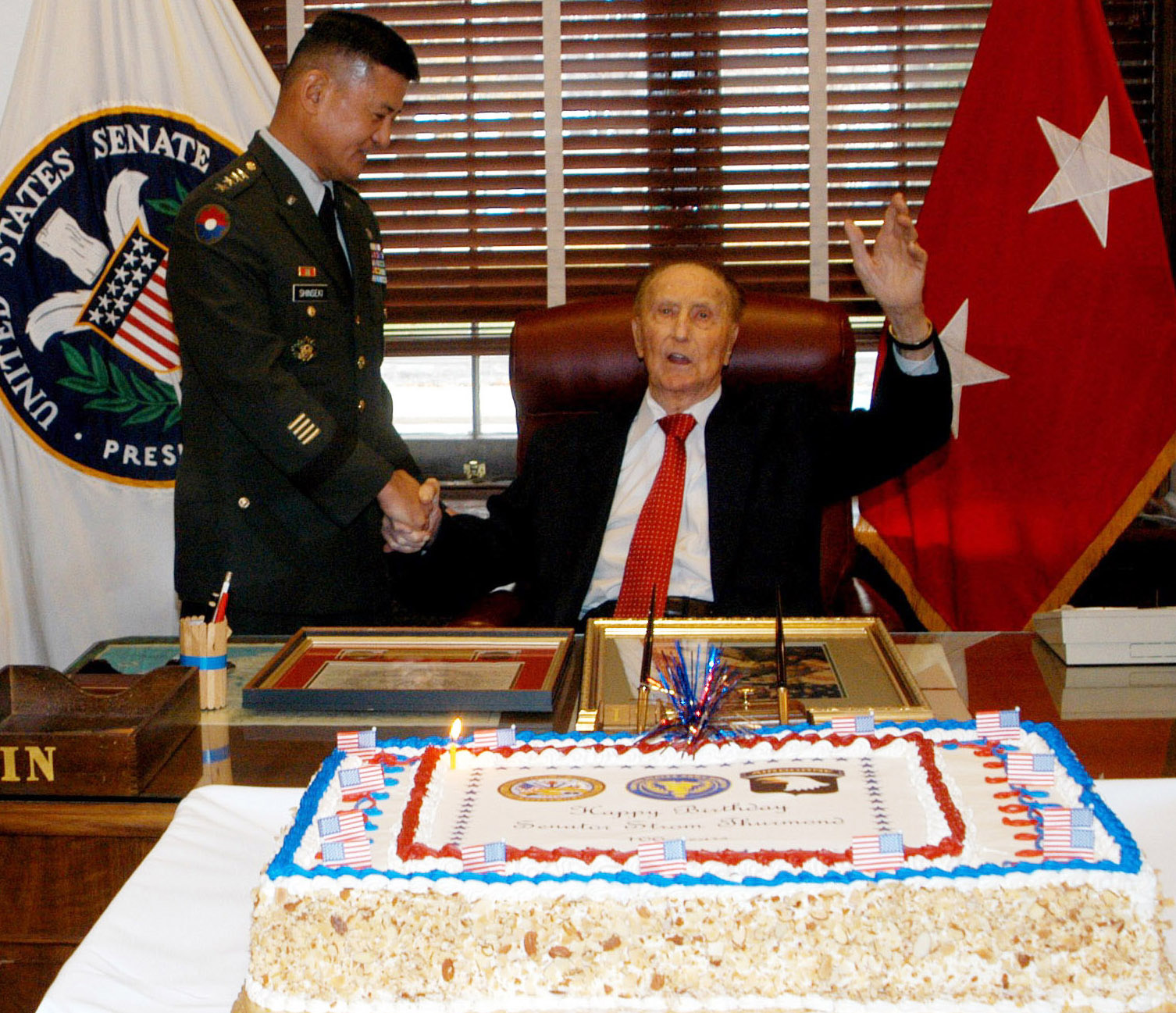
Thurmond im Dezember 2002 mit einer Torte anlässlich seines 100. Geburtstages

An Jahren und Dienstzeit der älteste US-Senator der Geschichte, trat er 2002, 99-jährig, nach fast 50 Jahren mit Senatssitz nicht zur Wiederwahl an und schied am 3. Januar 2003 im Alter von 100 Jahren aus dem Senat aus. Noch im selben Jahr starb er am 26. Juni in einem Krankenhaus in Edgefield. Thurmond war zweimal verheiratet und hatte insgesamt fünf Kinder.
Kurz nach seinem Tod wurde bekannt, dass er 1925 mit einer damals 16-jährigen schwarzen Hausangestellten der Familie ein uneheliches Kind gezeugt hatte. Die uneheliche Tochter namens Essie Mae Washington-Williams aus Los Angeles machte diese Information selbst im Alter von 78 Jahren publik. Ein DNA-Test bewies ihre Aussage. Thurmond hat die Vaterschaft für seine Tochter nie öffentlich anerkannt. Er finanzierte jedoch ihre Universitätsausbildung. Thurmonds Familie hat die Vaterschaft inzwischen öffentlich bestätigt, nachdem Washington-Williams an die Öffentlichkeit gegangen war.